# Svensk grammatik
Denna artikel beskriver grammatiken i den varietet av svenska språket som kallas standardsvenska eller rikssvenska och är en relativt sen kulturprodukt. Genuina svenska folkmål som är mera direkta fortsättningar på moderspråket fornsvenska har ofta en kraftigt avvikande morfologi från standardsvenskan, i vissa fall även en avvikande syntax; folkmålens grammatik beskrivs ej i denna artikel.

## Ordklasser

### Substantiv
Substantiv är en ordklass. Ord i denna ordklass betecknar abstrakta och konkreta ting och abstrakta begrepp. En vanlig minnesramsa är "Substantiv är namn på ting, såsom klocka, hatt och ring". Eftersom substantiv i svenska kan ha två genus (kön) kan de identifieras som substantiv samt vilket grammatiskt genus de har genom att sätta ordet "en" (utrum) eller "ett" (neutrum) framför. "En hatt" är därför den obestämda formen av ett substantiv med genus "utrum", och "ett hus" är den obestämda formen av ett substantiv med genus "neutrum".

#### Numerus
I svenskan finns två numerus, singular (ental) och plural (flertal).
Normalt anses att svenskan har sex pluralböjningar (deklinationer).:
1. -or (flicka - flickor, panna - pannor)
2. -ar (pojke - pojkar, vår - vårar)
3. -er (rad - rader, hand - händer)
4. -r (ko - kor)
5. -n (äpple - äpplen, bi - bin)
6. -∅ (ingen ändelse) (hus - hus, löv - löv)

Ibland ses -er och -r som varianter av samma deklination. Deklinationerna sammanfaller inte fullt ut med svenskans genus.
Vissa lånord böjs ibland eller alltid med så kallad etymologisk plural, det vill säga den pluralböjning som används i originalspråket. Det gäller främst vissa latinska (faktum - fakta) och grekiska (schema - schemata) lån samt lån från språk där -s är vanlig pluraländelse, inte minst engelskan (fan - fans) men också bland annat spanskan (tortilla - tortillas). För de allra flesta av sådana "s-ord" rekommenderar emellertid Svenska Akademiens ordlista, som ofta framhålls som norm, annan plural som förstahandsalternativ eller som enda alternativ. Också Språkrådet avråder i allmänhet från s-plural. Svenska Akademiens ordlista till trots framhåller Svenska Akademiens grammatik anno 1999 s-plural som ett av alternativen i svenskan: "sjunde deklinationen". Språkvårdarnas främsta invändningar mot s-pluralen brukar vara att den inte så lätt kombineras med ändelserna för bestämd form plural: -na och -en. 
Dessutom finns en rad ord som har oregelbunden böjning, som t. ex. mus - möss, gås - gäss, man - män. Dessa ord tillhörde ursprungligen fjärde deklinationen ovan. I pluralis har a genom i-omljud blivit ä, och u har blivit y. Det fornnordiska mús,   (av urnordiska [*mu:siR]), har genom påverkan av det senare försvunna i-et blivit mýs i fornnordiska. Detta ord kvarstår i isländska, men har i svenska genom förkortning och sänkning av vokalen blivit möss. I-omljudet har också gjort att den urnordiska pluralen [*ga:siR] (av singularis [ga:s]) blivit gæs,  (senare i svenska gås - gäss). Ordet *mannR (man) hette i pluralis (* manniR). Det har blivit menn i isländska och män i svenska. 

#### Genus
I svenskan finns det flera sätt att definiera genus. Idag används vanligen följande system, som bygger på vilka artiklar och bestämdhetssuffix orden knyter till sig.
- Utrum (N-genus)

N-genus får ändelsen -(e)n i bestämd form.
- Neutrum (T-genus)

T-genus får ändelsen -(e)t i bestämd form.
I en äldre klassificering med fyra genus är utrum istället fördelat i tre genus: maskulinum, femininum och reale. I denna klassificering spelar ordens sexus och relation till personliga pronomen större roll. 
- Maskulinum (-(e)n, han-ord)

Ord som är maskulina. Till exempel man (mannen), pojke (pojken).
- Femininum (-(e)n, hon-ord)

Ord som är feminina. Till exempel kvinna (kvinnan), flicka (flickan).
- Reale (-(e)n, den-ord)

Ord som använder artikeln den. Till exempel bok (boken).
- Neutrum (-(e)t, det-ord)

Ord som använder artikeln det. Till exempel barn (barnet).
De fyra genusen skiljs åt på följande sätt: när ett adjektiv beskriver ett maskulint ord slutar det på -e, exempel: storebror, Peter den store, den late mannen, den starke tjuren.  När ett adjektiv beskriver ett feminint ord slutar det på -a: storasyster, Katarina den stora, den yra hönan, den ömsinta mamman, den goda fen.  Adjektiv som beskriver neutrum- och realeord slutar alla på -a.  Dessutom skall pronomet "han" användas när man ersätter ett maskulint ord i en sats: Mannen där borta, han är tandläkare.  Tjuren där borta, han är farlig.  Lika så skall "hon" användas till feminina ord: Drottningen, hon är alltid vackert klädd. Vår märr, hon är dräktig. Tyskan tog guld, hon blev världsmästarinna.
Lägg märke till att alla djur är maskulina, utom de som uttryckligen är av kvinnligt kön, som katta, ko, tacka, sugga, åsninna och så vidare. Reale- och neutrumord ersätts alltid av "den" respektive "det" vid syftning med personligt pronomen.

#### Bestämdhet
I svenskan anges bestämdhet hos substantiv med hjälp av suffix. Dessas form beror av ordens genus och numerus. För ord av genus utrum är bestämdhetssuffixet -en eller -n i singular och vanligen -na i plural. Vid genus neutrum är motsvarande suffix i singular -et och -t och i plural vanligen -a eller -en men någon gång också -na. De plurala bestämdhetssuffixen är beroende av ordets deklinationstillhörighet. Även attributiva adjektiv har bestämdhetsböjning (så kallad svag form) på -a eller ibland -e. När ett substantiv i bestämd form föregås av adjektivattribut används dessutom en fristående, framförställd bestämd artikel: den (utrum singular), det (neutrum singular) och de (plural). 
I obestämd form används i singular vanligen en framförställd obestämd artikel i form av räkneorden en (utrum) och ett (neutrum). I vissa fall kan dock även singulara obestämda former stå artikellösa. Detta regleras av semantiska och syntaktiska faktorer. 
För den grammatiska variabeln bestämdhet används inom svensk grammatik begreppet species, i första hand när man avser de morfologiskt markerade formerna.

#### Kasus
I modern svenska har substantiv två kasus: Nominativ (Grundform) och Genitiv.
| N-genus   | N-genus       | N-genus      | N-genus       | N-genus      |
|           | Singular      | Singular     | Plural        | Plural       |
|           | Obestämd form | Bestämd form | Obestämd form | Bestämd form |
| --------- | ------------- | ------------ | ------------- | ------------ |
| Grundform | båt           | båten        | båtar         | båtarna      |
| Genitiv   | båts          | båtens       | båtars        | båtarnas     |

| T-genus   | T-genus       | T-genus      | T-genus       | T-genus      |
|           | Singular      | Singular     | Plural        | Plural       |
|           | Obestämd form | Bestämd form | Obestämd form | Bestämd form |
| --------- | ------------- | ------------ | ------------- | ------------ |
| Grundform | barn          | barnet       | barn          | barnen       |
| Genitiv   | barns         | barnets      | barns         | barnens      |

Bland de personliga pronomina finns dessutom en gemensam objektsform (för ackusativ och dativ). Se under pronomen för tabell.
Svenska rumsadverb har ett egenartat och formrikt system, som avviker från substantivens och pronominas; men det är oklart i vilken mån de olika formerna bör karakteriseras som kasus, eller som sammansättningar eller separata ord. (Exempel: in, inne, inåt, inifrån, inom; bort, borta, bortåt, bortifrån, bortom.)

#### Stelnade uttryck med kasus
Svenskan har behållit många uttryck, så kallade stelnade uttryck, med kasusen ackusativ och dativ men även genitiv.

##### Ackusativ
Ackusativ är ett kasus som först och främst betecknar riktning och i fornsvenskan styrde ett par prepositioner just detta kasus. Man kan idag finna ackusativ bevarat i uttrycken "i ljusan låga", "i högan sky", "i godan ro", "ana argan list", "i rättan tid" och "för allan del" men även pronomina "mig" och "dig" är gamla ackusativer.
De talspråkiga formerna "våran" och "eran" av de possessiva pronomina "vår" och "er" är också gamla ackusativformer. Detsamma gäller "han" i objektställning, t.ex. det dialektala och talspråkliga "jag såg han" där den normerade standardsvenskan har "jag såg honom".

##### Dativ
Dativ är i stort sett ackusativets motsats eftersom dativ först och främst anger befintlighet och deklinationsformerna för detta kasus är fler än ackusativet. Dativ kan ta -a, -e, -o och -om samt -um som man kan finna i "ta av daga", "gå man ur huse", "på sistone", "kung av Guds nåde", "se i syne", "allt i allo", "famla i blindo", "skämt åsido", "vara av godo/ondo", "i andanom", "uti ändanom", "i sinom tid, "vara allom, "androm till skräck (och varnagel), "tusen sinom tusen" och "varg i veum".
Många pronomina, adverb och prepositioner har sina etymologier i dativ, exempelvis "honom", "henne", "vem", "vilken/vilket"vilka", "lagom", "stundom", "bakom", "bortom", "inom" och "utom".

##### Genitiv
Detta kasus, genitiv, finns bevarat i uttryck som "till sjöss", "till havs", "till hands", "till kungs", "inombords", "inrikes", "utrikes", "dagsens", "riksens ständer", "livsens rot", "mörksens gärningar", "allehanda", "gå till väga", "till hands", "till fots", "tillryggalägga", "i mannaminne", "gå till spillo", "kvinnokläder", "sidospår", "vara till salu", "gatukorsning" och "furuskog".

### Pronomen

#### Personliga pronomen
De personliga pronomina har tre kasus, nominativ, ackusativ (eller objektsform) och genitiv. För första och andra person saknas dock genitivformer. I stället använder sig svenskan här av possessiva pronomen. Observera att ackusativformen inte bara används om det direkta objektet, ("ackusativobjektet"), utan även i sådana fall där andra språk skulle använda sig av till exempel dativ eller andra oblika kasus. Det är anledningen till att vissa föredrar att tala om objektsform snarare än ackusativ.
| Personliga pronomen | Personliga pronomen     | Personliga pronomen         | Personliga pronomen      | Personliga pronomen | Personliga pronomen | Personliga pronomen |
|                     | Singular                | Singular                    | Singular                 | Plural              | Plural              | Plural              |
|                     | Nominativ               | Ackusativ                   | Genitiv                  | Nominativ           | Ackusativ           | Genitiv             |
| ------------------- | ----------------------- | --------------------------- | ------------------------ | ------------------- | ------------------- | ------------------- |
| Första person       | jag                     | mig                         | min                      | vi                  | oss                 | vår                 |
| Andra person        | du                      | dig                         | din                      | ni                  | er                  | er                  |
| Tredje person       | han, hon, hen, den, det | honom, henne, hen, den, det | hans, hennes, hens, dess | de                  | dem                 | deras               |

#### Possessiva pronomen
De possessiva pronomina uttrycker tillhörighet och böjs efter genus och numerus.
| Possessiva pronomen | Possessiva pronomen | Possessiva pronomen |
|                     | Singular            | Plural              |
| ------------------- | ------------------- | ------------------- |
| Första person       | min, mitt, mina     | vår, vårt, våra     |
| Andra person        | din, ditt, dina     | er, ert, era        |
| Tredje person       | dess                | deras               |

#### Reflexiva pronomen
Det reflexiva pronomenet finns i en objektsform, sig, samt i possessivform, sin, sitt, sina. 
Reflexiva pronomen används för att syfta tillbaka på det tänkta subjektet i en sats.
Jämför:
- "Olle tycker om att kamma sig." (= att kamma Olle)
- "Olle tycker om att kamma honom." (= att kamma någon annan)

Problemen dyker ofta upp när det possessiva reflexiva pronomenet ska användas, särskilt i en mening med många satser.
- "Olle håller sin bok." (= det är Olles bok)
- "Olle håller hans bok." (= det är inte Olles bok)

- "Jan vet inte om Olle håller sin bok." (= det är Olles bok)
- "Jan vet inte om Olle håller hans bok." (= det är Jans bok. Eventuellt tillhör den någon tredje person. Detta framgår av kontexten.)

- "När Jan såg Olle komma, rödblommig och med ett lyckligt leende på sina läppar, hade han sin hund i sällskap."

(Läpparna är Olles, hunden är Olles om det är på honom som han i sista satsen syftar, annars Jans. Detta framgår av kontexten.)
- "När Jan såg Olle komma, rödblommig och med ett lyckligt leende på sina läppar, hade han hans hund i sällskap."

(Läpparna är Olles, hunden är Olles om det är på Jan som han i sista satsen syftar, annars Jans. Detta framgår av kontexten.)
- "När Jan såg Olle komma, rödblommig och med ett lyckligt leende på sina läppar, lyckades hans hund skrämma upp fyra duvor i sin närhet."

(Läpparna är Olles, hunden kan vara antingen Jans eller Olles. Duvorna befann sig i hundens närhet.)
- "När Jan såg Olle komma, rödblommig och med ett lyckligt leende på sina läppar, lyckades hans hund skrämma upp fyra duvor i hans närhet."

(Läpparna är Olles, hunden kan vara antingen Jans eller Olles. Duvorna befann sig i Jans eller Olles närhet, beroende på vem som äger hunden.)
Observera att i de två sista meningarna är det omöjligt att använda "sin hund", oavsett om det är Jan eller Olle som äger hunden.

### Adjektiv
Adjektiv kompareras i tre olika jämförelsegrader.
| Positiv                                  | Komparativ  | Superlativ  |
| Regelbundna                              | Regelbundna | Regelbundna |
| ---------------------------------------- | ----------- | ----------- |
| söt                                      | sötare      | sötast      |
| glad                                     | gladare     | gladast     |
| Oregelbundna                             |             |             |
| gammal                                   | äldre       | äldst       |
| liten                                    | mindre      | minst       |
| Adjektiv som kompareras med mer och mest |             |             |
| lik                                      | mer lik     | mest lik    |
| akut                                     | mer akut    | mest akut   |

### Verb
Verb böjs i svenskan efter modus och tempus.

#### Modus
Det finns tre modus: indikativ, imperativ och konjunktiv. Indikativ och, i viss mån, konjunktiv böjs efter tempus.  

##### Indikativ (presens)
- sova - sover
- leka - leker

Infinitivmärket är att.

##### Imperativ
Imperativ uttrycker en uppmaning att göra något:
- sova - sov!
- leka - lek!
- prata - prata!

##### Konjunktiv
Konjunktiv används oftast i preteritum eller konditionalis. Många stelnade konjunktivformer används inom svenskan;
- "Må han leva ut i hundrade år!"
- "Det vore otroligt bra"
- "Det vete katten/fan"
- "Koste vad det kosta vill"
- "Ske din vilja"
- "Gud välsigne dig" eller "Må Gud välsigna dig"
- "Jag klarade det tack vare din hjälp"
- "Varde ljus!"
- "Bevare mig väl!"
- "Länge leve konjunktiv!"

##### Presens konjunktiv
Presens konjunktiv konjugeras genom att de trycksvaga A:en i verb som "leva", "hoppa", "hata", "skjuta" och "rida" blir till E > "leve", "hoppe", "hate", "skjute" och "ride".
Nuförtiden används oftast presens konjunktiv optativt, som i exempelvis "Gud välsigne er", vilket även kan skrivas som "Må Gud välsigna er".
Inom gammalt lagspråk, stundom ännu gällande, förekommer ofta indirekta uppmaningar, vilka kan kallas jussiv funktion: ”Tage var och en sin part”, ”Behålle den godset, som först köpte”. I satsen "vare därmed hur som helst" är dock verbet i en potential funktion, som anger möjligheten: "det kan vara hur som helst med det". "Måtte", "bör" och så även "skall" är andra hjälpverb som kan användas vid omskrivningar av presens konjunktiv-satser.

##### Preteritum konjunktiv
Denna form av konjunktiv bygger främst på pluralformen i preteritum, delvis den form som förr användes för "vi", "ni" och "de". På starka verb blev exempelvis "vi vann" förr "vi vunno" och i preteritum konjunktiv blev det "vunne". Pluralformernas finala o blev därmed e. (Jfr ovanför under presens konjunktiv). Konjunktiven "bleve", "sprunge" och "både" som kommer av "blevo" (av bli(va)), "sprungo" (av springa) och "bådo" (av be(dja)).
De starka verb som har ett långt (betonat) a i preteritumformen ändrar detta till ett å, som det även gjorde i pluralformen förr, exempelvis "gåve" < "gavo", av ge/giva samt "både" < "bådo", av be(dja).
Idag används mestadels de oregelbundna verbens preteritum konjunktivform;
- vara - vore
- få - finge
- gå - ginge

#### Enkla tempus

##### Presens
- (jag) genomför
- (han) leker
- (de) pratar

##### Preteritum
Tidigare i svenska språkbeskrivningar kallat imperfekt.
- (ni) sov
- (du) lekte

#### Sammansatta tempus

##### Perfekt
- (de) har sovit
- (jag) har lekt

##### Pluskvamperfekt
- (ni) hade sovit
- (vi) hade lekt

Notera att både har och hade kan utelämnas i bisatser, vilket renderar perfekt- respektive pluskvamperfektformer som till exempel: "jag går ut när jag ätit" istället för "jag går ut när jag har ätit", samt "om vi ätit vore vi klara nu" istället för "om vi hade ätit vore vi klara nu". Detta fenomen betraktas som korrekt och grammatiskt enligt det svenska Institutet för språk och folkminnen samt det finska Institutet för de inhemska språken.

##### Futurum simplex
- (de) ska sova / kommer (att) sova
- (vi) ska leka / kommer (att) leka

"Ska" (med varianten "skall") och "kommer (att)" används båda för framtid, med en liten nyansskillnad i betydelse.  "Ska(ll)" uttrycker värdering, önskning eller tvång (vanligtvis utifrån), medan "Kommer (att)" är mer definitiv och objektiv.
Ofta används även presens för framtid, när tiden framgår av sammanhanget. Exempel: "Jag möter dig i morgon på stationen."

##### Futurum preteriti
- (de) skulle sova / kom att sova
- (vi) skulle leka / kom att leka

##### Futurum exaktum
- (du) ska ha sovit / kommer (att) ha sovit
- (de) ska ha lekt / kommer (att) ha lekt

##### Futurum exaktum preteriti
- (du) skulle ha sovit / kom att ha sovit
- (de) skulle ha lekt / kom att ha lekt

#### Sammansatta eller enkla tempus

##### Konditionalis
- (du) skulle sova / sove
- (ni) skulle leka / leke

### Adverb
Ett adverb är ett ord som kännetecknas av att det beskriver ett verb, adjektiv eller ett annat adverb (märk väl ej ett substantiv). Adverb är även ord som ensamma kan svara på frågor som varåt, vartåt, varför? o.s.v. (dvs. däråt, ditåt o.s.v.).
I svenska kan adjektiv göras om till adverb genom att ändelsen -t läggs till på slutet. Exempel: konstig -konstigt, galen - galet, ful - fult m.m.
Detta ska inte förväxlas med neutrumformen av adjektiv. Ordet stort har inte samma betydelse i meningarna "Hon log stort" och "Ett stort leende".
Adverb bildas i vissa fall också genom att ändelsen -en läggs till. Exempel: verklig - verkligen
Vissa andra adjektiv ser likadana ut som adverb. Exempel: bra -bra, gratis - gratis

### Prepositioner
Prepositioner ingår i prepositionsfraser. Många prepositioner har rumsbetydelse, till exempel: under bordet, på mattan, nära huset. Andra har tidsbetydelse.
I fornsvenskan styrde prepositionen till (i betydelsen att för närvarande befinna sig mitt i/på/vid...) genitiven. Detta lever kvar i en rad stelnade uttryck, som till exempel "till bords" (inte *"till bord"), "till havs" (inte *"till hav"), "till fots" och så vidare.

## Syntax
Svenskan är ett SVO-språk, där SVO står för subjekt, verb, objekt och syftar på grundordföljden i satser. Exempel:
| subjekt | predikat | objekt  |
| Jag     | sparkade | bollen. |

Denna ordföljd kallas för svenskans del traditionellt för "rak ordföljd".
Skulle däremot objektet eller ett adverbial placeras först kommer subjektet på tredje plats.  Predikatet skall nämligen alltid vara på andra plats, och därför betecknas svenska ofta som V2-språk snarare än SVO-språk.
"Bollen sparkade jag."  Denna konstruktion ger mer betoning på bollen.
I frågor gäller dock omvänd ordföljd, dvs. predikatet kommer före subjektet. Ex.: "Sparkade jag bollen?"
Bisatser har oftast rak ordföljd: Ex.: "Det är väl känt, att han springer fem kilometer varje dag." Första satsen är en huvudsats (Det är väl känt, ) och den andra en bisats (att han springer fem kilometer varje dag.).
Om konjunktionen utelämnas i villkorssatser används omvänd ordföljd i bisatsen. Ex.: "Sprunge jag fem kilometer varje dag, behövde jag inte dricka lightläsk". Jämför: "Om jag sprang fem kilometer varje dag, skulle jag inte behöva dricka lightläsk". Notera även att huvudsatsen i båda dessa fall får omvänd ordföljd, vilket beror på att bisatser av detta slag fungerar som adverbial för denna.